# Elbekay Bouchiba
Elbekay Bouchiba (Weert, 1 november 1978) is een Nederlands-Marokkaans voetballer die als middenvelder speelt.
Bouchiba werd geboren in Weert, waar hij voor Megacles voetbalde. Via de jeugd van Willem II kwam hij in 1998 bij AZ, waar hij drie seizoenen bleef en veertig wedstrijden speelde. In 2001 maakte hij de overstap naar Sparta Rotterdam. Na twee seizoenen kwam hij nog nauwelijks in actie en in 2004 verkaste hij naar FC Twente. Voor Twente kwam hij 25 maal in actie, voordat hij in 2006 de overgang maakte naar Kerkrade, waar hij voor drie jaar tekende bij Roda JC. Bouchiba had voor zijn komst naar Roda JC nog nooit een doelpunt gescoord in het betaalde voetbal, wat in Kerkrade op 8 november 2006 dan toch gebeurde, tegen de amateurs van ASWH in een wedstrijd om de KNVB Beker. Ook bij Roda kon Bouchiba niet rekenen op een plaats in de basiself. In de winter van 2007/2008 mocht hij uitkijken naar een nieuwe club en vond die in Qatar, waar hij bij Al-Wakrah ging voetballen. Een seizoen later speelde hij voor Al-Shamal. In februari 2011 tekende hij bij Major League Soccerclub Toronto FC. Vanwege een knieblessure kwam hij niet in actie voor de club.